# Necyla trilineata
Necyla trilineata är en insektsart som beskrevs av Navás 1929. Necyla trilineata ingår i släktet Necyla och familjen fångsländor. Inga underarter finns listade i Catalogue of Life.